# Avenue Adolphe-Max
L'avenue Adolphe-Max est une avenue du quartier du Vieux Lyon dans le 5e arrondissement de Lyon, en France. Elle porte le nom du bourgmestre de Bruxelles Adolphe Max (1869-1939).

## Situation
D'orientation est-ouest, l'avenue Adolphe-Max est une courte voie perpendiculaire aux quais de Saône et relie les quais Fulchiron et Romain-Rolland en rive droite de la Saône à un point de convergence entre l'avenue du Doyenné vers le sud, la place Édouard-Commette et la rue Jean-Carriès au nord. Elle sert de tenant nord à la rue Monseigneur-Lavarenne en son milieu.
Elle est un axe important de liaison entre le cœur du Vieux-Lyon et la Presqu'île, par le pont Bonaparte au débouché duquel elle se poursuit à l'ouest. Elle constitue l'accès routier pour les véhicules reliant les quartiers de Fourvière et de Saint-Just à la Presqu'île, via la montée du Chemin-Neuf. Le sens de la descente pour accéder à la Presqu'île est assuré par les rues Tramassac et Jean-Carriès puis l'avenue Adolphe-Max, tandis que le sens de la montée s'effectue par le quai Fulchiron et la rue de la Bombarde.

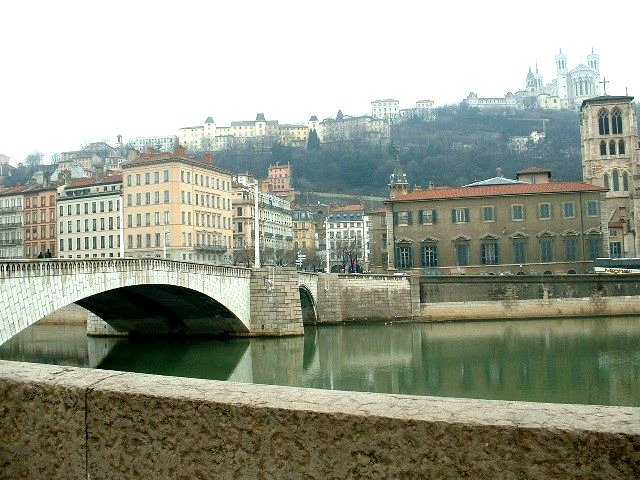
Le pont Bonaparte se poursuit, au second plan, par l'avenue Adolphe-Max.
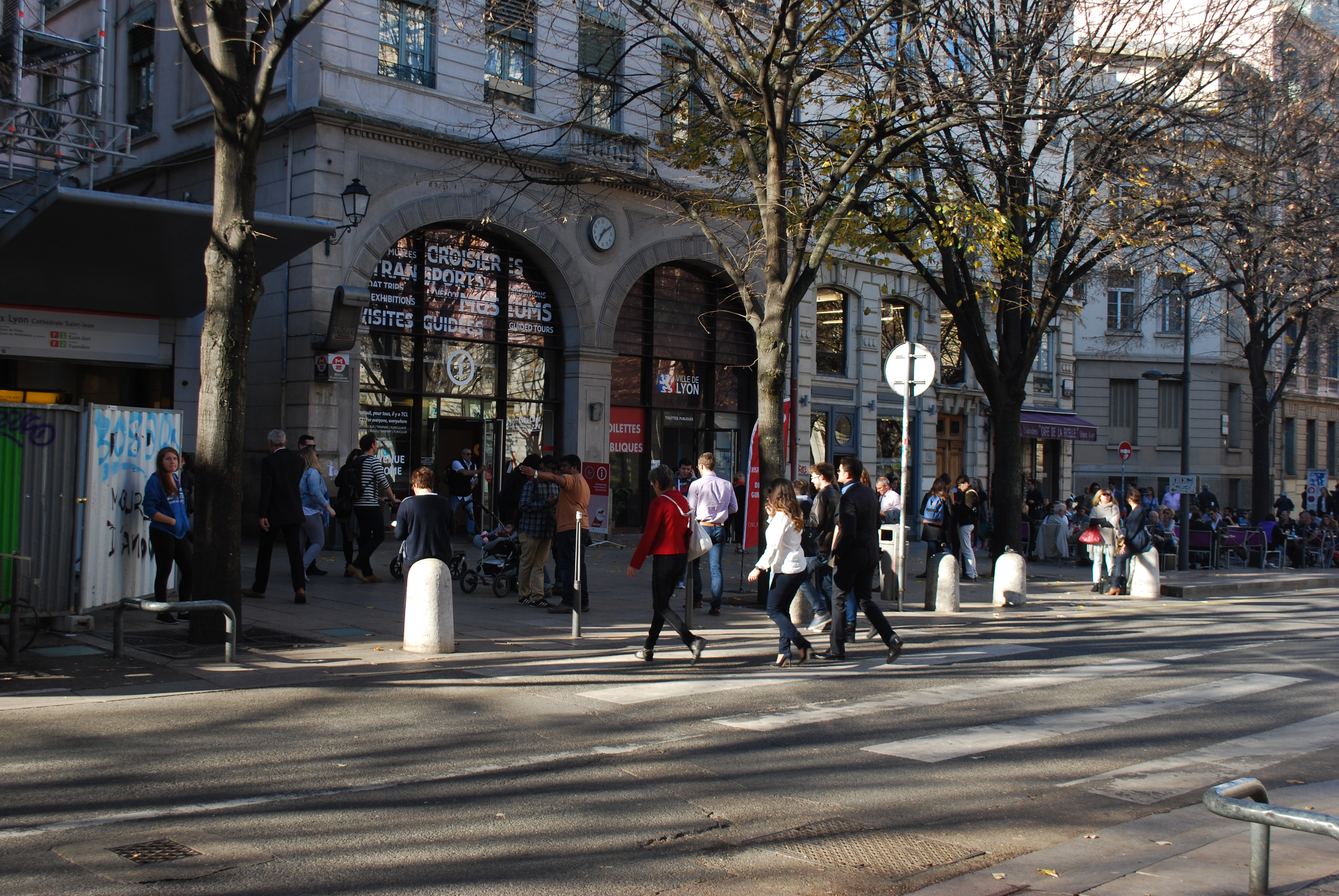
L'extrémité ouest de l'avenue Adolphe-Max, les immeubles closent la perspective depuis le pont et le tenant oriental.
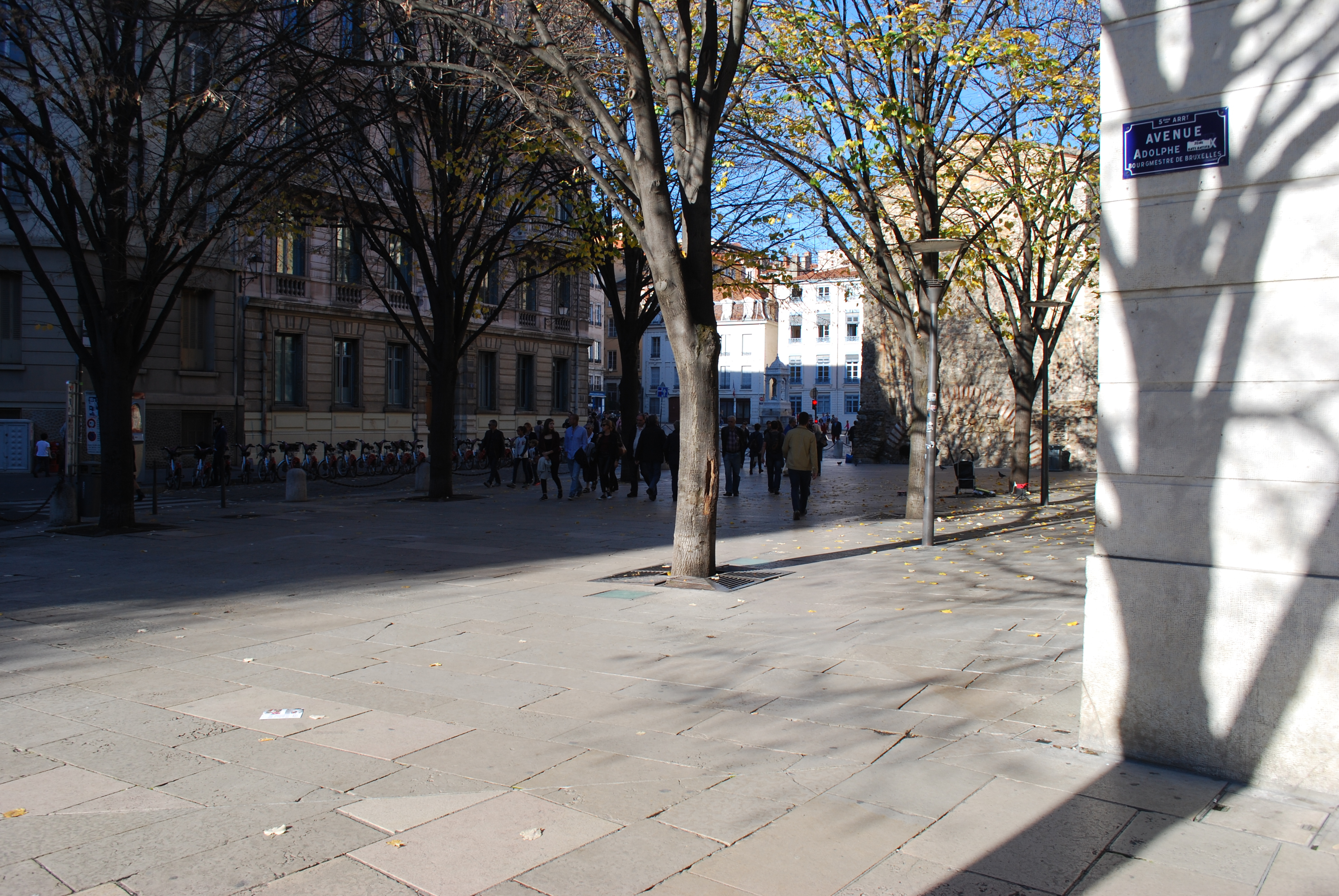
La place Édouard-Commette, depuis l'avenue Adolphe-Max indiquée avec une plaque de rue.
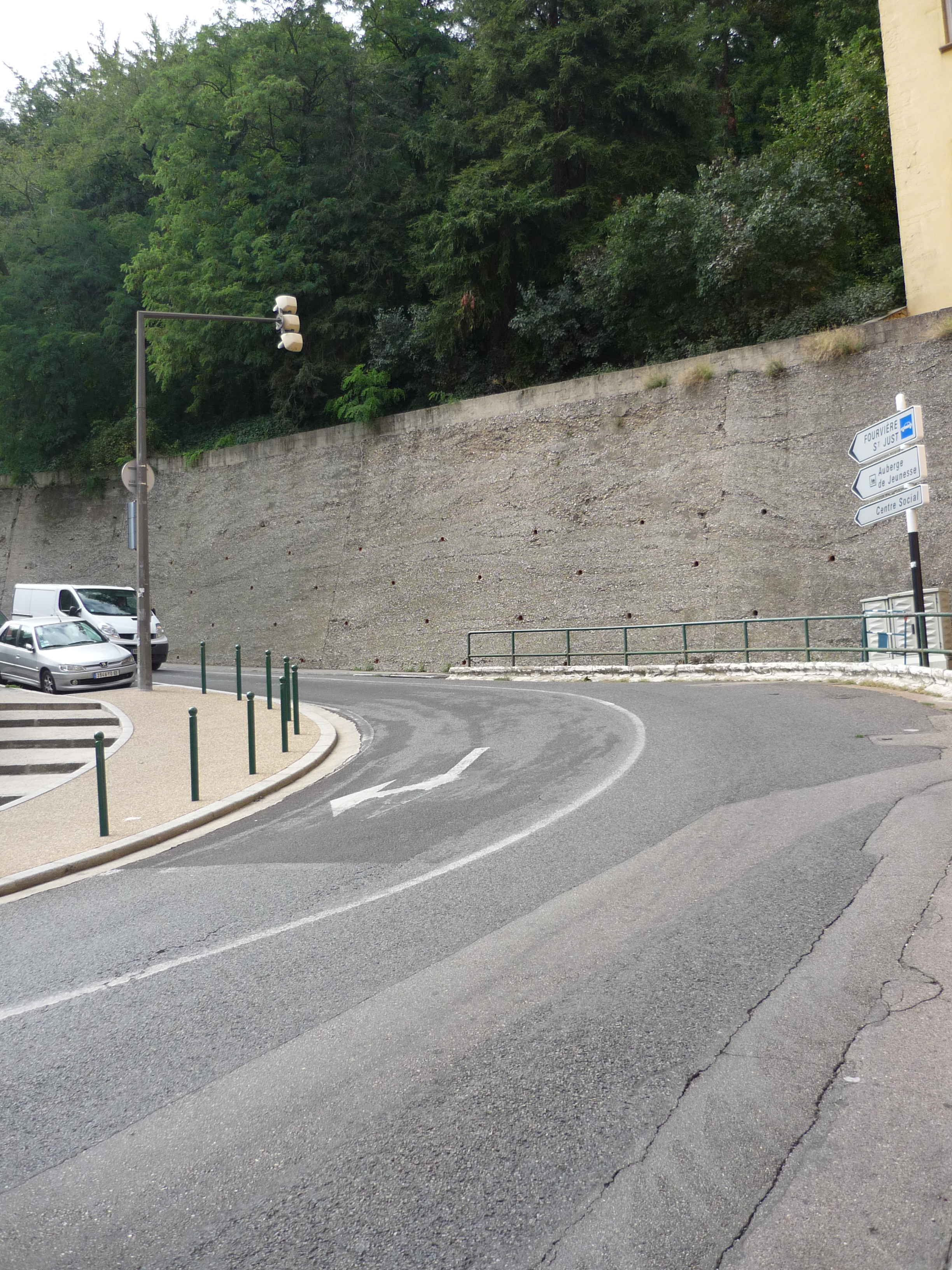
Le bas de la montée du Chemin-Neuf.

## Accessibilité
L'avenue, proche de la cathédrale Saint-Jean, et accès au quartier du Vieux Lyon est largement desservie, notamment par la station Vieux Lyon - Cathédrale Saint-Jean de la ligne D du métro de Lyon. Elle est ainsi desservie par les lignes         .

## Odonymie
Elle porte le nom de l'homme politique libéral belge Adolphe Max (1869-1939). 

## Historique

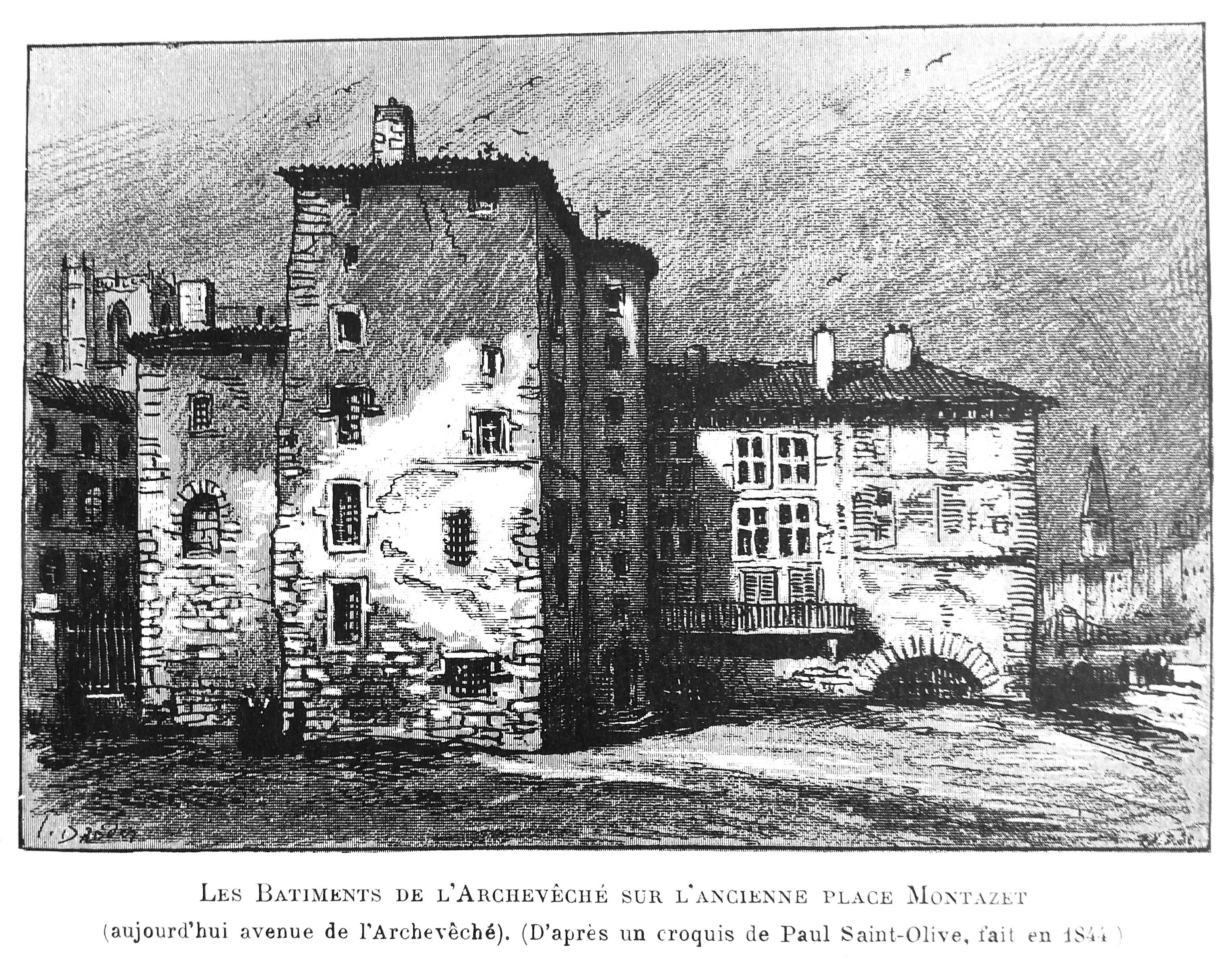
L'ancienne place Montazet, absorbée par l'actuelle avenue, au débouché du pont Bonaparte, vers 1844.

Outre l'étude des plans et de la bibliographie ancienne, ce sont surtout les fouilles archéologiques de l'avenue Adolphe-Max dirigées par Françoise Villedieu et survenues à l'occasion des travaux de construction de la ligne D du métro de Lyon par qui ont permis de corroborer et d'approfondir la connaissance des différentes étapes de mutations urbaines opérées sur le site de l'avenue, jusqu'à son percement et sa configuration actuelles qui datent de 1866.
Le tracé de la voie recoupe plusieurs espaces publics et bâtiments disparus. Du point de vue des espaces publics, la voie a absorbé à l'extrémité est la « place Montazet » au débouché du pont Bonaparte, héritière de la place de l'Archevêché. Puis le tracé épouse le flanc nord de l'ancienne rue de l'Archevêché dans l'axe du pont, rue ainsi élargie. Tous les immeubles du flanc sud des numéros 3 à 7 sont postérieurs au percement et datent de 1866. Approximativement entre ceux qu'ils ont remplacés et la rue de l'Archevêché se trouvait un îlot à l'emplacement de l'avenue actuelle, circonscrit au nord par la rue de l'Archevêché, et par une rue en coude, la « rue Saint-Romain », d'abord un petit tronçon d'orientation nord-sud, dont le tenant faisait face à l'entrée de l'aile neuve du palais de l'Archevêché de Décrénice, puis d'un plus long tronçon ouest-est jusqu'à la rue Monseigneur-Lavarenne où elle formait, à la hauteur actuelle de son débouché au nord un petit espace dit « place Saint-Pierre-le Vieux ». L'église Saint-Romain de Lyon formait le coin nord-est du coude de la rue Saint-Romain, au devant de l'actuel numéro 5 de l'avenue. 
L'immeuble du numéro 2 date de 1822.
À son percement, la rue est dénommée avenue de l'Archevêché, succédant à la rue de l'Archevêché dont elle occupe le tracé le long de l'Archevêché au nord. Elle prend sa dénomination actuelle après la Seconde Guerre mondiale.

## Bâtiments remarquables et lieux de mémoire
Sur le trottoir nord, au numéro 4, se trouve l'ancien archevêché de Lyon qui abrite désormais la bibliothèque du 5e arrondissement. Sur le trottoir sud, un ensemble d'immeubles bâtis durant la seconde moitié du XIXe siècle.

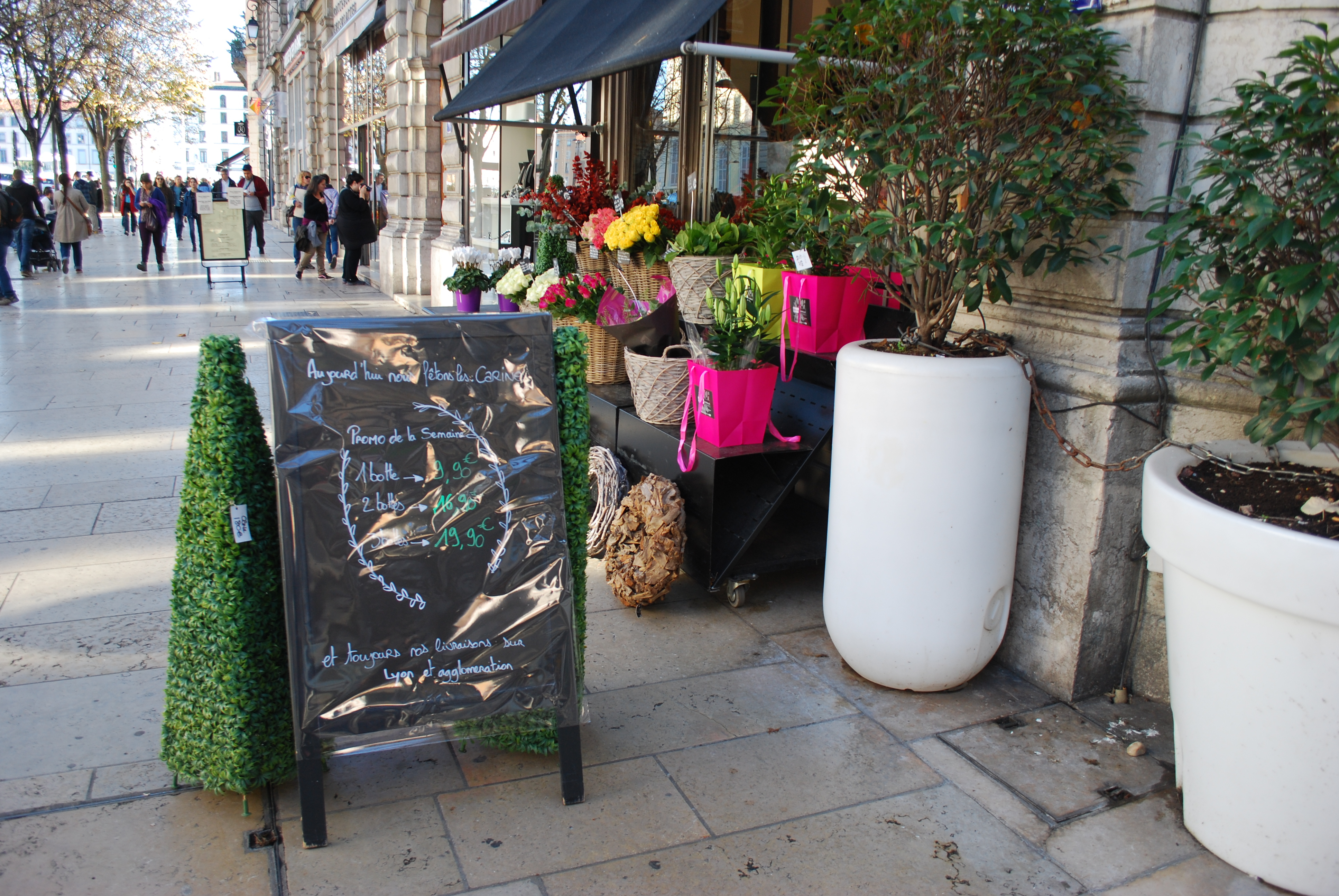
Le trottoir sud et un fleuriste en 2015.
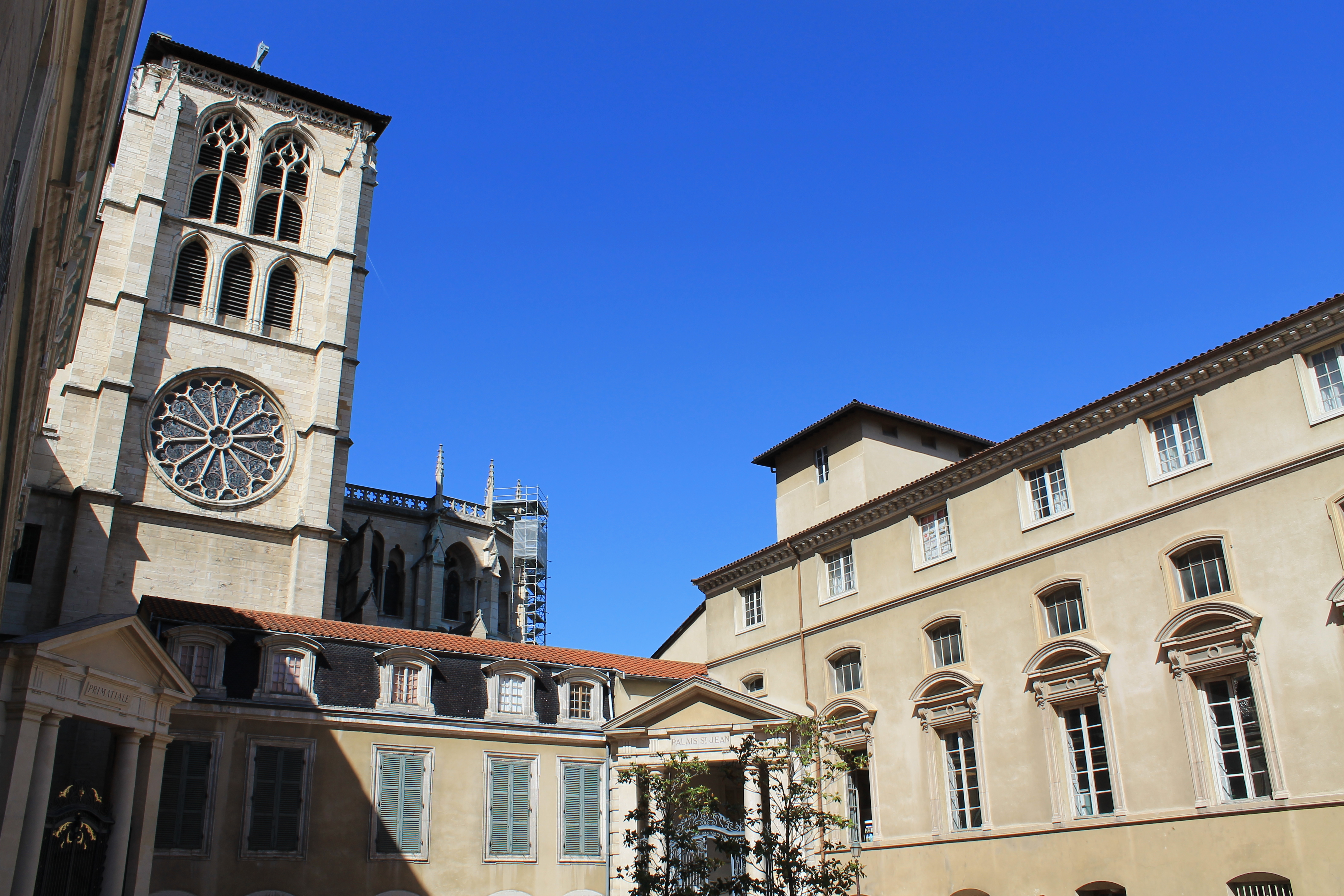
La cour de l'ancien archevêché, le chevet de la primatiale Saint-Jean.
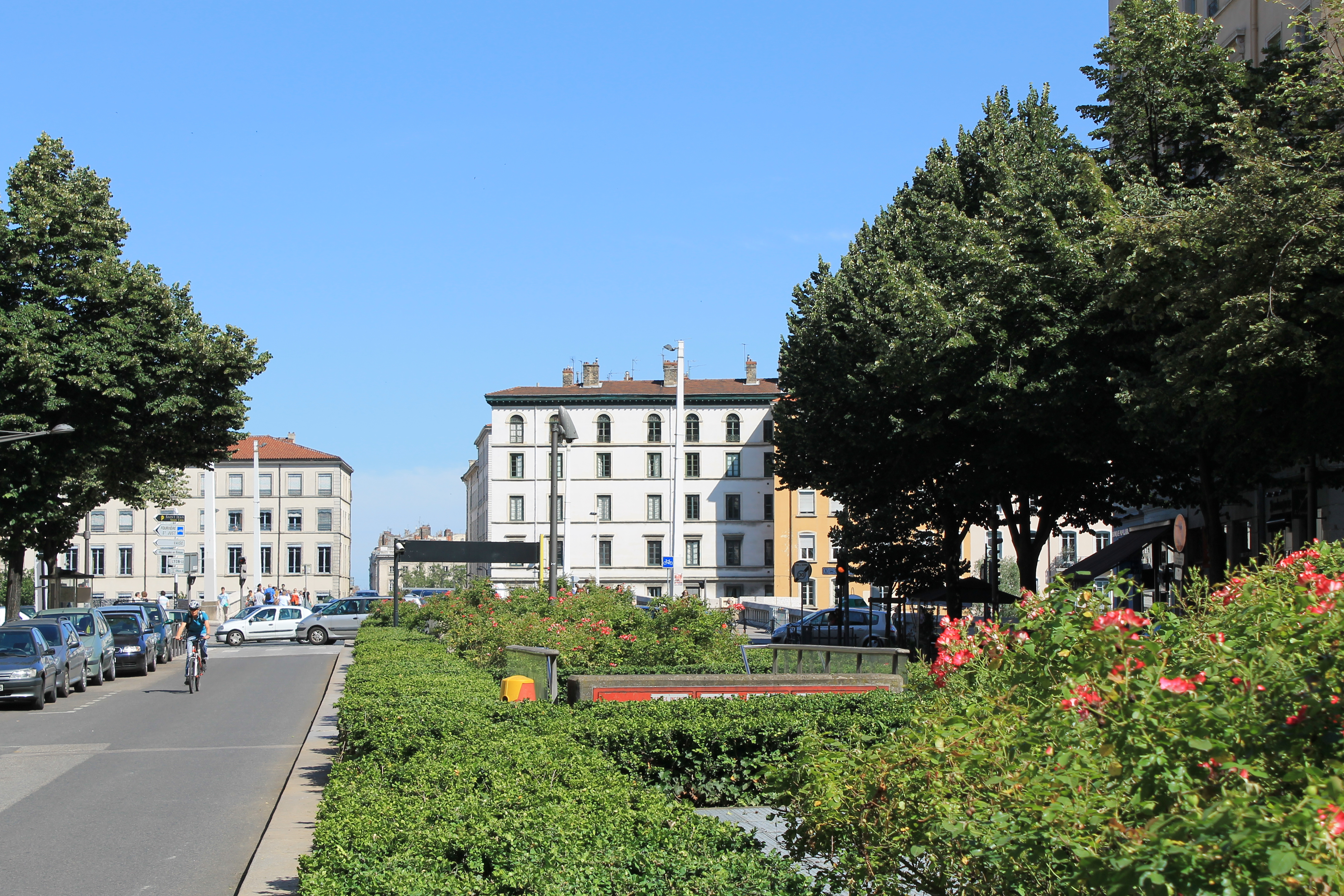
Vue vers l'est. Les immeubles en fond sont de l'autre côté du pont Bonaparte.
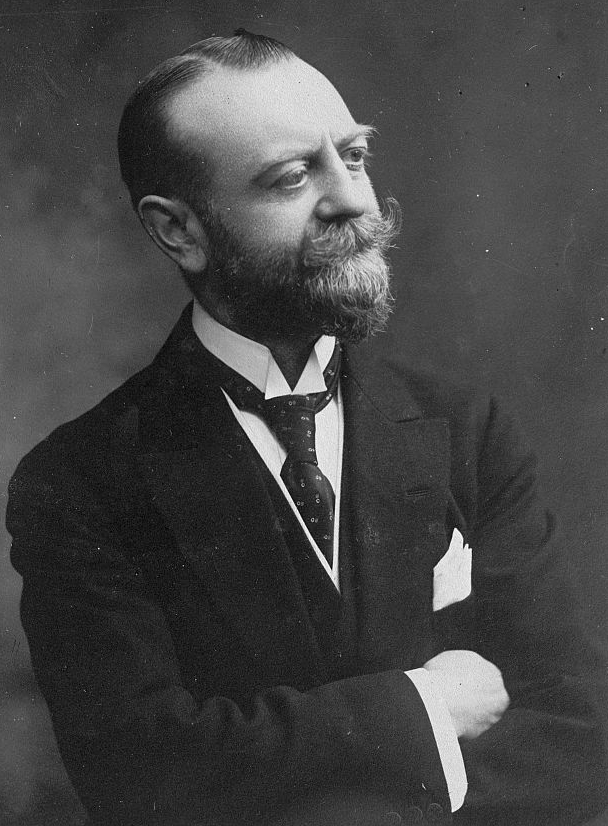
Adolphe Max (1869-1939), homme politique belge, bourgmestre de Bruxelles.